# Лукомир (Житорађа)
Лукомир је насеље у Србији у општини Житорађа у Топличком округу. Према попису из 2022. било је 704 становника (према попису из 1991. било је 1024 становника).
Насеље се налази на 4,5 км од Житорађе, а 7,5 км од Прокупља.
Једно је од најстаријих села у околини. Верује се да је насеље постојало још у време Римљана, о чему говоре називи делова у и око села: Копане паре, Ћунци... на којима се налазе остаци глинених судова и цевовода.
Последњих двадесетак година је приметно пресељење становника из брдског дела села у део поред асфалтног пута који повезује Прокупље и Житорађу, што за последицу има пропадање старих кућа, кованица и туглара.

## Демографија
У насељу Лукомир живи 771 пунолетни становник, а просечна старост становништва износи 44,3 година (43,5 код мушкараца и 45,2 код жена). У насељу има 202 домаћинстава, а просечан број чланова по домаћинству је 3,49.
Ово насеље је великим делом насељено Србима (према попису из 2002. године).
|  |

| Демографија | Демографија | Демографија |
| Година      | Становника  | Становника  |
| ----------- | ----------- | ----------- |
| 1948.       | 1.065       |             |
| 1953.       | 1.103       |             |
| 1961.       | 1.040       |             |
| 1971.       | 1.058       |             |
| 1981.       | 1.090       |             |
| 1991.       | 1.024       | 1.009       |
| 2002.       | 960         | 981         |
| 2011.       | 822         |             |
| 2022.       | 704         |             |

| Етнички састав према попису из 2002.‍ | Етнички састав према попису из 2002.‍ | Етнички састав према попису из 2002.‍ | Етнички састав према попису из 2002.‍ | Етнички састав према попису из 2002.‍ |
| ------------------------------------ | ------------------------------------ | ------------------------------------ | ------------------------------------ | ------------------------------------ |
|                                      |                                      |                                      |                                      |                                      |
| Срби                                 | Срби                                 |                                      | 936                                  | 97,5%                                |
| Роми                                 | Роми                                 |                                      | 15                                   | 1,56%                                |
| Хрвати                               | Хрвати                               |                                      | 1                                    | 0,10%                                |
| непознато                            | непознато                            |                                      | 4                                    | 0,41%                                |

| Година пописа     | 1948. | 1953. | 1961. | 1971. | 1981. | 1991. | 2002. |
| ----------------- | ----- | ----- | ----- | ----- | ----- | ----- | ----- |
| Број домаћинстава | 158   | 173   | 195   | 244   | 264   | 267   | 261   |

| Број чланова      | 1  | 2  | 3  | 4  | 5  | 6  | 7  | 8 | 9 | 10 и више | Просек |
| ----------------- | -- | -- | -- | -- | -- | -- | -- | - | - | --------- | ------ |
| Број домаћинстава | 27 | 62 | 45 | 35 | 35 | 43 | 11 | 3 | 0 | 0         | 3,68   |

| Пол    | Укупно | Неожењен/Неудата | Ожењен/Удата | Удовац/Удовица | Разведен/Разведена | Непознато |
| ------ | ------ | ---------------- | ------------ | -------------- | ------------------ | --------- |
| Мушки  | 415    | 93               | 292          | 27             | 3                  | 0         |
| Женски | 394    | 40               | 298          | 54             | 2                  | 0         |
| УКУПНО | 809    | 133              | 590          | 81             | 5                  | 0         |

| Пол    | Укупно                    | Пољопривреда, лов и шумарство | Рибарство                            | Вађење руде и камена | Прерађивачка индустрија       |
| ------ | ------------------------- | ----------------------------- | ------------------------------------ | -------------------- | ----------------------------- |
| Мушки  | 218                       | 17                            | 0                                    | 0                    | 51                            |
| Женски | 47                        | 11                            | 0                                    | 0                    | 12                            |
| УКУПНО | 265                       | 28                            | 0                                    | 0                    | 63                            |
| Пол    | Производња и снабдевање   | Грађевинарство                | Трговина                             | Хотели и ресторани   | Саобраћај, складиштење и везе |
| Мушки  | 3                         | 62                            | 17                                   | 1                    | 25                            |
| Женски | 0                         | 1                             | 12                                   | 0                    | 0                             |
| УКУПНО | 3                         | 63                            | 29                                   | 1                    | 25                            |
| Пол    | Финансијско посредовање   | Некретнине                    | Државна управа и одбрана             | Образовање           | Здравствени и социјални рад   |
| Мушки  | 2                         | 2                             | 27                                   | 5                    | 1                             |
| Женски | 0                         | 0                             | 0                                    | 3                    | 6                             |
| УКУПНО | 2                         | 2                             | 27                                   | 8                    | 7                             |
| Пол    | Остале услужне активности | Приватна домаћинства          | Екстериторијалне организације и тела | Непознато            | Непознато                     |
| Мушки  | 5                         | 0                             | 0                                    | 0                    | 0                             |
| Женски | 0                         | 0                             | 0                                    | 2                    | 2                             |
| УКУПНО | 5                         | 0                             | 0                                    | 2                    | 2                             |